# 8406 Iwaokusano
8406 Iwaokusano (1995 HJ) là một tiểu hành tinh vành đai chính được phát hiện ngày 20 tháng 4 năm 1995 bởi K. Endate và K. Watanabe ở Kitami.